# Gare d'Ipiranga
La gare d'Ipiranga (en portugais Estação Ipiranga) est une gare ferroviaire de la ligne 10 (Turquoise) de la Companhia Paulista de Trens Metropolitanos (CTPM). Elle est située avenue Presidente Wilson dans le quartier Ipiranga à São Paulo, au Brésil.

## Situation ferroviaire

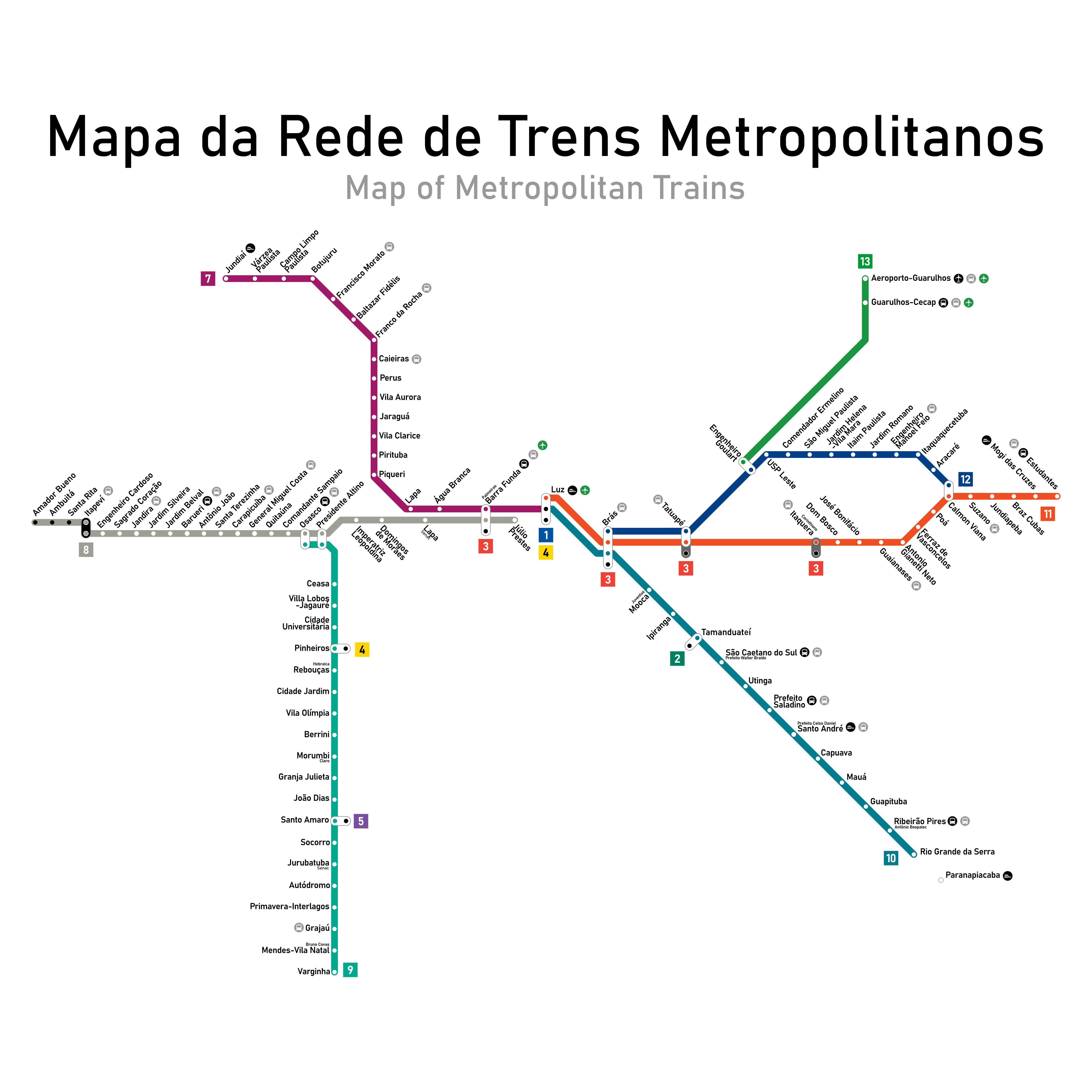
Plan des lignes de la CPTM (2020).

Établie à 727 mètres d'altitude, la gare d'Ipiranga est située sur la ligne 10 (Turquoise) de la Companhia Paulista de Trens Metropolitanos (CTPM), entre la gare de Juventus–Mooca, en direction de la gare terminus de Brás, et la gare de Tamanduateí, en direction de la gare terminus de Rio Grande da Serra. 

## À proximité
- Musée d'Ipiranga
- Musée de zoologie de l'Université de São Paulo